# Малък гризон
Малък гризон (Galictis cuja) е вид бозайник от семейство Порови (Mustelidae).

## Разпространение
Видът е разпространен в Аржентина, Боливия, Бразилия, Парагвай, Перу и Чили.